# Miss International 1986
Miss International 1986, ventiseiesima edizione di Miss International, si è tenuta presso Nagasaki, in Giappone, il 31 agosto 1986. L'inglese Helen Fairbrother è stata incoronata Miss International 1986.

## Risultati

### Piazzamenti
| Risultato finale        | Concorrente |
| ----------------------- | --- |
| Miss International 1986 | - Inghilterra - Helen Fairbrother |
| 2ª classificata         | - Danimarca - Pia Rosenberg Larsen |
| 3ª classificata         | - Messico - Martha Merino Ponce de León |
| Semifinaliste           | - Colombia - Maria del Carmen Zapata Valencia - Filippine - Alice Dixson - Giappone - Rika Kobayashi - Israele - Chava Distenfeld - Norvegia - Annette Bjerke - Nuova Zelanda - Zena Jenkins - Paesi Bassi - Caroline Veldkamp - Porto Rico - Elizabeth Robison Latalladi - Spagna - Irán Pont Gil - Stati Uniti - Cindy Jane Williams - Svezia - Susanna Marie Lundmark - Venezuela - Nancy Gallardo Quiñones |

### Riconoscimenti speciali
| Riconoscimento        | Concorrente                       |
| --------------------- | --------------------------------- |
| Best National Costume | - Venezuela - Nancy Gallardo      |
| Miss Friendship       | - Giappone - Rika Kobayashi       |
| Miss Photogenic       | - Svezia - Susanna Marie Lundmark |

## Concorrenti
- Argentina - Bárbara Laszyc
- Australia - Christine Lucinda Bucat
- Austria - Manuela Redtenbacher
- Belgio - Nancy Maria Marcella Stoop
- Bolivia - Gloria Patricia Roca
- Brasile - Kátia Marques Faria
- Canada - Irene Elizabeth Vermuelen
- Colombia - Maria del Carmen Zapata Valencia
- Corea del Sud - Kim Yoon-jung
- Costa d'Avorio - Marie Françoise Kouame
- Costa Rica - Ana Lorena González García
- Danimarca - Pia Rosenberg Larsen
- Filippine - Jessie Alice Salones Dixson
- Finlandia - Maarit Hannele Salomäki
- Francia - Catherine Lucette Billaudeau
- Galles - Judith Kay Popham
- Germania - Birgit Jahn
- Giappone - Rika Kobayashi
- Grecia - Afrodite Panagiotou
- Guam - Dina Ann Reyes Salas
- Honduras - Francia Tatiana Reyes Beselinoff
- Hong Kong -  Patty Ngai Suen-Tung
- India - Poonam Pahlet Gidwant
- Inghilterra - Helen Fairbrother
- Irlanda - Majella Byrne
- Islanda - Ragna Saemundsdóttir
- Isole Marianne Settentrionali - Lisa Aquiningoc Manglona
- Israele - Chava Distenfeld
- Italia - Caterina Fanciulli
- Malaysia - Latonia Chang Pei Pei
- Messico - Martha Cristiana Merino Ponce de León
- Norvegia - Annette Bjerke
- Nuova Zelanda - Zena Grace Jenkins
- Paesi Bassi - Caroline Veldkamp
- Panama - Nidia Esther Pérez
- Polonia - Renata Fatla
- Porto Rico - Elizabeth Robison Latalladi
- Portogallo - Ana Rosa Pequito Antunes
- Scozia - Kim Robertson
- Singapore - Teo Ser Lee
- Spagna - Irán Pont Gil
- Stati Uniti - Cindy Jane Williams
- Svezia - Susanna Marie Lundmark
- Svizzera - Marianne Müller
- Thailandia - Janthanee Singsuwan
- Venezuela - Nancy Josefina Gallardo Quiñones